# Ulyana Gromova
Ulyana Gromova (3 de enero de 1924-16 de enero de 1943) fue una partisana ucraniana miembro de la resistencia soviética.

## Biografía
Gromova nació el 3 de enero de 1924, en el seno de una familia obrera, en la aldea de Pervomaiske, en español "Primero de mayo", nombre del Día Internacional del Trabajo. El padre de Gromova, Matthew Maximovich Gromov, nació en 1880 en la provincia ucraniana de Poltava, entonces parte del Imperio ruso y sirvió en la guerra ruso-japonesa de 1904-1905. Después se trasladó a Krasnodon, trabajó como minero y se jubiló en 1937. La madre de Gromova nació en 1884 y era ama de casa. La familia tuvo cinco hijos y Ulyana era la menor.

## Trayectoria
Ulyana Gromova fue miembro de una organización clandestina de jóvenes antinazis. La organización se llamaba la Joven Guardia, una organización clandestina antifascista del Komsomol, que actuaba en la ciudad soviética ocupada por los alemanes de Krasnodón (República Socialista Soviética de Ucrania). Sus miembros estuvieron activos durante la Segunda Guerra Mundial, hasta enero de 1943 y llevaron a cabo varios actos de sabotaje y de protesta, antes de ser destruidos por las fuerzas armadas alemanas. La mayoría de los miembros de la Joven Guardia, unas 80 personas, fueron torturados y luego ejecutados por los militares alemanes.Tres años antes de su ejecución, Gromova, de 19 años, fue arrestada y sometida a torturas por las fuerzas invasoras nazis, junto con sus compañeros. El 16 de enero de 1943 enfrentó su ejecución. Fue honrada póstumamente con el título de Héroe de la Unión Soviética, en reconocimiento por su resistencia.
Gromova fue mitificada en la Ucrania ocupada y ha sido estudiada como personaje de ficción en la novela de Aleksandr Fadéyev, La guardia joven.